# Казак (шхуна)
«Казак» — парусно-винтовая шхуна Каспийской флотилии Российской империи.

## Описание шхуны
Парусно-винтовая шхуна водоизмещением 336 тонн. Длина шхуны между перпендикулярами составляла 41,15—41,2 метра, ширина с обшивкой — 7,3—7,32 метра. На судне была установлена паровая машина мощностью 50 номинальных лошадиных сил. Вооружение шхуны состояло из 5 орудий.
По отзывам издания «Астраханские губернские ведомости» № 45 от 1857 года шхуна представляла собой судно объединявшее «соединение прочности с изящностью отделки» и «произведение русского ума, русских рук, без всякого вмешательства иностранных мастеров».

## История службы
Шхуна «Казак» была заложена в 1856 году на заводе Шепелевых, в следующем 1857 году судно было спущено на воду и вошло в состав Каспийской флотилии России. Строительство вёл кораблестроитель подполковник корпуса корабельных инженеров М. М. Окунев.
В кампанию 1858 года совершала плавания в Каспийском море.
В кампанию 1861 года выходила в плавания в Каспийское море, после чего находилась в астраханском порту на капитальном ремонте. В кампании 1862—1864 годов в качестве транспорта принимала участие в плаваниях для описи и промеров в Каспийском море.
Шхуна «Казак» была сдана к порту 19 (31) декабря 1870 года.

## Командиры шхуны
Командирами парусно-винтовой шхуны «Казак» в составе Российского императорского флота в разное время служили:
- лейтенант С. Ф. Дронин (1858 год)[8];
- лейтенант А. С. Эсмонт (1858—1879 год)[13].